# Charles Fernando Basílio da Silva
Charles Fernando Basílio da Silva (Río de Janeiro, 14 de febrero de 1985), conocido simplemente como Charles, es un futbolista brasileño. Juega de centrocampista y su actual equipo es el Antalyaspor de la Superliga de Turquía.

## Clubes
| Club            | País    | Año           |
| --------------- | ------- | ------------- |
| Cruzeiro        | Brasil  | 2003-2005     |
| Ipatinga        | Brasil  | 2005          |
| Cabofriense     | Brasil  | 2006          |
| Ipatinga        | Brasil  | 2006-2007     |
| Cruzeiro        | Brasil  | 2007-2008     |
| Lokomotiv Moscú | Rusia   | 2008-2010     |
| Santos          | Brasil  | 2011          |
| Cruzeiro        | Brasil  | 2011-2012     |
| Palmeiras       | Brasil  | 2013-2014     |
| Cruzeiro        | Brasil  | 2015          |
| Antalyaspor     | Turquía | 2015-presente |

- Datos: Q2655572
- Multimedia: Charles Fernando Basílio da Silva / Q2655572